# Blink (böngészőmotor)
A Blink böngészőmotort 2013 áprilisában jelentette be a Google. Tervei szerint a Chrome jövőbeli változataiban erre fogja lecserélni a WebKit böngészőmotort. A Blink a WebKit projekt WebCore komponensének (revision 147503-nál végrehajtott) forkja (a fejlesztés új elágazása), a Chrome (28+) mellett az Opera (15+) és a többi Chromium alapú böngésző is ezt használja.
Bár a Chrome-ban található WebCore lépést tartott a Chrome fejlődésével, kódbázisának egyre nagyobb része valósított meg olyan funkciókat, amikre a Chrome-nak nem volt szüksége (például a WebKit2-ben található homokozó és többprocesszes futási modell, amik eltértek a Chrome megvalósításától). A fork lehetővé teszi a fejlesztők számára a kód egyszerűsítését a számukra fölösleges funkciók eltávolításával, egyben könnyebben tudnak majd új képességeket beleprogramozni. Ráadásul a fork idővel fölöslegessé teszi a vendor prefixeket; a kísérleti funkcionalitást választható módon lehet majd engedélyezni. A tervezett változtatásoktól eltekintve a Blink, legalábbis kezdetben, meglehetősen hasonló marad a WebCore-hoz.

## Fordítás
- Ez a szócikk részben vagy egészben a Blink (layout engine) című angol Wikipédia-szócikk ezen változatának fordításán alapul.  Az eredeti cikk szerkesztőit annak laptörténete sorolja fel. Ez a jelzés csupán a megfogalmazás eredetét és a szerzői jogokat jelzi, nem szolgál a cikkben szereplő információk forrásmegjelöléseként.